# Тангра 2004/05
„Тангра 2004/05“ е българска антарктическа експедиция за изучаване на планинския масив Тангра на остров Ливингстън. Организирана е от Комисията по антарктическите наименования към Министерство на външните работи на България. Като резултат от проучванията са картографирани за пръв път 146 географски обекта, а координатите на други 8 са актуализирани.

## Екип на експедицията
Д-р Любомир Иванов (ръководител), ст.н.с. в Института по математика и информатика при БАН; председател на Комисията по антарктическите наименования; автор на българските Топонимични указания за Антарктика от 1995, които в частност въвеждат съвременната официална система за латинска транслитерация на кирилицата; участник в четири национални антарктически кампании, и автор на първата българска антарктическа топографска карта.
Дойчин Василев, български алпинист изкачил три хималайски осемхилядника: Дхаулагири (през 1995 г.), Еверест (1997 г.) и Макалу (1998 г.).

## Логистика и график
Кораби: Уругвайския военноморски кораб Вангуардия, и руския научноизследователски кораб Академик Сергей Вавилов.
Сухоземен транспорт: шейни с човешка тяга, ски, пешеходен.
Продължителност: 14 ноември 2004 до 29 януари 2005.
Антарктика: 25 ноември 2004 до 11 януари 2005;

Остров Ливингстън: 28 ноември 2004 до 4 януари 2005;

База Св. Климент Охридски: 28 ноември до 8 декември 2004, и 2 – 4 януари 2005;

Лагер Академия (541 м): 3 декември 2004 до 2 януари 2005;

Бивак Каталунска седловина (1255 м): 14 – 16 декември 2004;

База Хуан Карлос I: 18 декември 2004;

Бивак хълм Лесли (421 м): 24 – 28 декември 2004;

Нос Хана: 4 януари 2005;

Остров Полумесец: 8 януари 2005.

## Полева работа
Екипът на Тангра 2004/05 преодолява на ски или пеша разстояние от общо 200 км, предимно в тежки метеорологични условия и непознат ледников терен в източния дял на остров Ливингстън. В частност, за пръв път е прекосен хребета Боулс, прокарани са маршрути и за пръв път са посетени Видинските възвишения, възвишенията Глийнър, Мелнишкия хребет, хребета Левски, ледниците Съединение, Калиакра и Струма, средното течение на ледника Хюрън, седловините Лесли, Елховска, Гурева, Янкова и Лозенска, и Пирдопска порта.
За пръв път са изкачени върховете и височините връх Лясковец (1473 м), Зограф (1011 м), Лозенски нунатак (440 м), Ерменска могила (412 м), Ахелойски нунатак (390 м), Комини (774 м), Онгъл (1149 м), Мелник (696 м), хълма Кастра Мартис (453 м), Раднево (481 м), Земенска могила (453 м) и Мизия (604 м), осъществено е и третото изкачване на Пресиянов рид (1456 м) и първенеца връх Фрисланд (1700 м). Осъществен е траверс на главното било на Тангра планина в участъка между върховете Фрисланд и Лясковец.
Събрана е обширна топографска и географска информация включително координати и надморска височина, конфигурация на актуалната брегова линия и свободните от лед зони, както и подробна фотографска документация за неизследваните дотогава вътрешни области на островите Ливингстън и Гринуич.
Полевата работа, извършена по време на експедицията, е отбелязана през 2012 г. от Дискавъри Чанъл, Природонаучния музей в Лондон, Британската кралска колекция и Британската антарктическа служба като едно от двадесет и четири знакови събития в хронологията на изследването на Антарктика.

## Резултати
Въз основа на проучванията са картографирани за пръв път 146 географски обекта, а координатите на други 8 са актуализирани.
Нова топографска карта с мащаб 1:100000 на Ливингстън и Гринуич е публикувана от Комисията по антарктическите наименования през август 2005 в тираж 1802 копия. Картата е разпространена в справочни библиотеки, в българските дипломатически представителства в чужбина, в хижите на Българския туристически съюз и кметствата на български селища, чиито имена носят географски обекти в Антарктика, и е направена достъпна я електронен вид в уеб страницата на Министерство на външните работи на България и в Общомедия.
Във връзка с работата, извършена от експедицията Тангра 2004/05, са дадени 126 нови български наименования на безименни дотогава географски обекти на Ливингстън и Гринуич на 11 април и 4 ноември 2005.
Лекции по покана за резултатите от експедицията са изнесени в Геолого-географския факултет на Софийския университет, в Министерство на външните работи, Държавна комисия по сигурността на информацията, община Раднево и др.

## Карти
- L.L. Ivanov et al, Antarctica: Livingston Island, South Shetland Islands (from English Strait to Morton Strait, with illustrations and ice-cover distribution), 1:100000 scale topographic map, Antarctic Place-names Commission of Bulgaria, Sofia, 2005
- Л. Иванов. Антарктика: Остров Ливингстън и острови Гринуич, Робърт, Сноу и Смит. Топографска карта в мащаб 1:120000. Троян: Фондация Манфред Вьорнер, 2009. ISBN 978-954-92032-4-0